# Mignanego
Mignanego je italská obec v provincii Genova v oblasti Ligurie.
V roce 2012 zde žilo 5 709 obyvatel.

## Sousední obce
Busalla, Campomorone, Fraconalto (AL), Janov, Savignone, Serra Riccò, Voltaggio (AL)

## Vývoj počtu obyvatel
Zdroj: 